# Акуто (муніципалітет)
Акуто (італ. Acuto) — муніципалітет в Італії, у регіоні Лаціо,  провінція Фрозіноне.
Акуто розташоване на відстані близько 60 км на схід від Рима, 22 км на північний захід від Фрозіноне.
Населення — 1932 особи (2014).
Щорічний фестиваль відбувається 22 вересня. Покровитель — San Maurizio.

## Демографія
Населення за роками:

Станом на 1 січня 2023 року в муніципалітеті офіційно проживало 57 іноземців з 12 країн, серед них 46 громадян країн Євросоюзу та 2 громадяни України.

## Сусідні муніципалітети
- Ананьї
- Ферентіно
- Ф'юджі
- Пільйо